# Walther F. Goebel
Walther Frederick Goebel (* 24. Dezember 1899 in Palo Alto, Kalifornien; † 1. November 1993 in Essex, Connecticut) war ein US-amerikanischer Immunologe und Chemiker.
Goebels Vater Julius Goebel lehrte Germanistik an der Stanford University (in dieser Zeit erlebte die Familie auch das San-Francisco-Erdbeben von 1906, das ihr Haus zerstörte) und später an der University of Illinois. Er studierte Chemie an der University of Illinois mit dem Master-Abschluss 1921 und der Promotion bei William A. Noyes 1923. Als Post-Doktorand war er 1923/24 bei Richard Willstätter in München. In dieser Zeit erlebte er auch den Hitlerputsch, wobei ihm der Hut vom Kopf geschossen wurde. Er war ab 1924 am Rockefeller Institut, der späteren Rockefeller University, wo er den Rest seiner Karriere blieb. Ab 1934 war er assoziiertes Mitglied und ab 1944 Vollmitglied. Nach der Umwandlung in eine Universität wurde er 1957 Professor. 1970 ging er in den Ruhestand, arbeitete aber weiter am Walker Laboratory des Sloan Kettering Instituts für Krebsforschung in Rye.
Mit Oswald T. Avery und Michael Heidelberger studierte er gleich bei Eintritt im Rockefeller Institut die typ-spezifischen chemischen Komponenten von Pneumokokken und sie fanden, dass deren Antigene aus Polysacchariden bestehen, der erste Hinweis auf solche Antigene bei Bakterien. Goebel studierte diese Antigene in den folgenden 20 Jahren. Im Zweiten Weltkrieg und danach wandte er sich dem Studium von Durchfall-erzeugenden Bakterien zu.
Er war Ehrendoktor der Rockefeller University (1978) und des Middlebury College (1959) sowie seit 1958 Mitglied der National Academy of Sciences. 1973 erhielt er als einer der Ersten den Avery-Landsteiner-Preis.
Goebel war zweimal verheiratet und hatte aus erster Ehe (mit Cornelia van Rensselaer Robb, Heirat 1940) zwei Töchter.